# Thompsonella
Thompsonella là một chi thực vật có hoa trong họ Crassulaceae.